# Gaveau

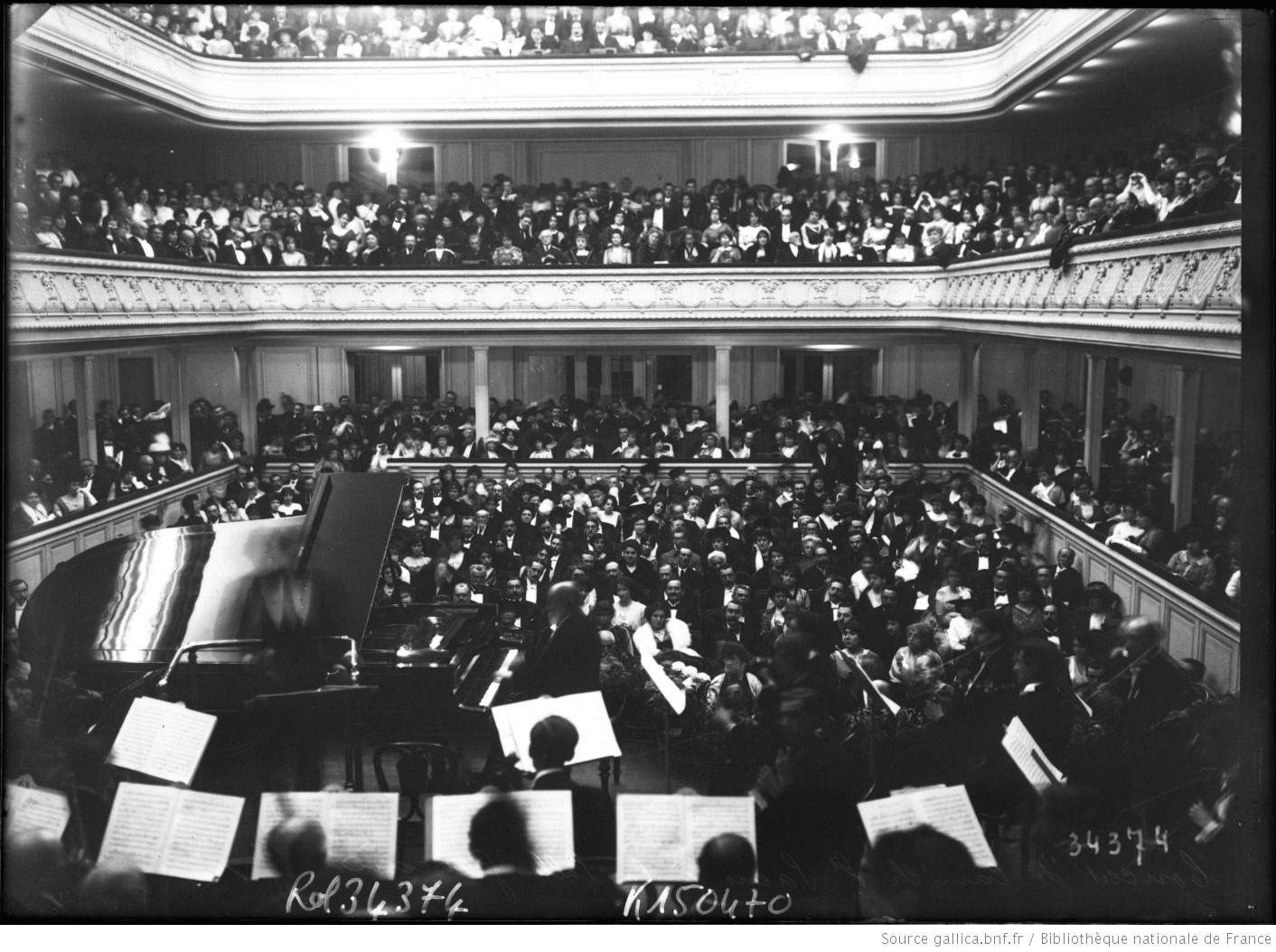
Konzert mit Camille Saint-Saëns im Salle Gaveau

Gaveau, Paris war ein französisches Klavierbauunternehmen. Joseph Gabriel Gaveau gründete es 1847 in Paris. Gaveau war hinter seinen Konkurrenten Érard und Pleyel das drittgrößte Unternehmen des Klavierbaus in Frankreich. Einige Gaveau-Flügel sind mit Künstler-Gehäusen gefertigt. Viele Klaviere wurden mit pneumatischen Selbstspieleinrichtungen (Odeola, Ampico und Welte) ausgestattet.
Eine große Fabrik befand sich in Fontenay-sous-Bois.
1960 verschmolz das Unternehmen mit Erard. Von 1971 bis 1994 wurden Gaveau-Klaviere von dem Braunschweiger Unternehmen Schimmel gebaut. Die Markenrechte liegen zurzeit bei „Manufacture Française de Pianos“, derselben Gesellschaft, der auch die Rechte an Erard und Pleyel gehören. Heutzutage fertigt Manufacture Française de Pianos bestimmte Klaviere unter dem Namen „Gaveau“.

## Familien-Wettbewerb
Joseph Gabriel Gaveau hatte sechs Kinder; der Erbe Étienne Gaveau bekam Wettbewerb von seinen Brüdern zu spüren.
Gabriel Gaveau wurde 1911 gegründet. Gabriel Gaveau fertigte einige Klaviere mit pneumatischen Pedalen oder mit dem Duo-Art-System. Es war ab 1919 in der 55-57 Av. Malakoff, im noblen 16. Stadtbezirk 75016 Paris (heute Av. Raymond Poincaré, nahe dem Trocadéro) ansässig. Diese Fabrik wurde im Zweiten Weltkrieg von den Deutschen 1939 requiriert.
Ebenso 1911 schuf auch Augustin Gaveau sein eigenes Klavierbauunternehmen mit einer Eigenentwicklung von Pianinos (Hochklavieren).
In seiner Autobiographie Meine jungen Jahre erinnert sich Artur Rubinstein, wie er für Gaveau zu Konzerten unter Vertrag genommen wurde. Er schreibt von deren „steifer und unsensibler“ Klaviatur und von der „Kälte des Tones“.

## Salle Gaveau
Der Architekt Jacques Hermant baute 1905–1906 für Gaveau die Fabrikverwaltung und einen Konzertsaal Salle Gaveau mit 1000 Sitzplätzen. Diese Konzerthalle war seither ständig in Betrieb, zumeist mit Klassik- und Jazz-Musik.

### Orgel

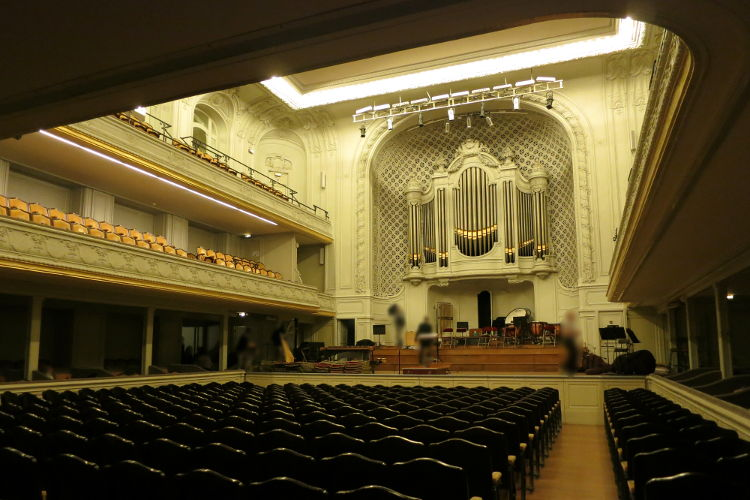
Saal mit Orgelgehäuse

Die Orgel wurde 1900 von Charles Mutin erbaut und 1957 nach Saint-Saëns versetzt. An dieser Orgel fand 1939 die Uraufführung des Orgelkonzertes von Francis Poulenc durch Maurice Duruflé statt. Marcel Dupré spielte auf dieser Orgel die Pariser Erstaufführung seiner drei Prélude et fugue opus 7 (Prélude et fugue en si majeur, Prélude et Fugue sol mineur).
| I Grand Orgue    |       |
| Bourdon          | 16′   |
| Montre           | 08′   |
| Flûte harmonique | 08′   |
| Gambe            | 08′   |
| Bourdon          | 08′   |
| Prestant         | 04′   |
| Nasard           | 2 ⁄3′ |
| Doublette        | 02′   |
| Fourniture III   |       |
| Basson           | 16′   |
| Trompette        | 08′   |
| Clairon          | 04′   |

| II Positif expressif |    |
| Principal            | 8′ |
| Salicional           | 8′ |
| Cor de nuit          | 8′ |
| Flûte douce          | 4′ |
| Flageolet            | 2′ |
| Cromorne             | 8′ |
| Carillon III         |    |

| III Récit expressif  |    |
| Diapason             | 8′ |
| Flûte traversière    | 8′ |
| Gambe                | 8′ |
| Voix Céleste         | 8′ |
| Flûte octaviante     | 4′ |
| Soprano              | 4′ |
| Octavin              | 2′ |
| Plein Jeu IV         | 2′ |
| Trompette harmonique | 8′ |
| Basson-Hautbois      | 8′ |
| Octave grave         |    |
| Unisson du Récit     |    |

| Pédale       |     |
| Contrabasse  | 16′ |
| Soubasse     | 16′ |
| Basse ouvert | 08′ |
| Bourdon      | 08′ |
| Violoncelle  | 08′ |
| Flûte        | 04′ |
| Tuba magna   | 16′ |

- Koppeln: III/II, III/I, II/I I/P, II/P, III/P
- 4 freie Kombinationen, 2 feste Kombinationen
- Appel des jeux de combinaison du Grand-Orgue
- Octave grave, octaves aiguës du Grand-Orgue (Suboktavkoppel und Superoktavkoppel im Hauptwerk)